# Chicago (U-Boot)
Die USS Chicago (SSN-721) ist ein außer Dienst gestelltes Atom-U-Boot der United States Navy und gehört der Los-Angeles-Klasse an.

## Geschichte
Die Chicago wurde am 27. Oktober 1986 bei Newport News Shipbuilding vom Stapel gelassen und von Mrs. Vicki Ann Paisley nach der Stadt Chicago im Bundesstaat Illinois getauft. Knapp zwei Jahre später wurde das Boot in Dienst gestellt, ihr erster Kommandant war Commander Robert Avery.
1990 nahm die Chicago an der Operation Desert Storm teil. Anfang 1996 wurde eine Predator-Drohne von dem U-Boot aus gesteuert. Dabei erreichte die Drohne eine Höhe von 6000 Metern und entfernte sich bis zu 185 Kilometer vom U-Boot, das in einer Tiefe von ca. 60 Fuß (Periskoptiefe) lag.
Im Sommer 2005 wurde an Bord der Chicago ein neues Periskopsystem getestet, das so genannte virtuelle Periskop. Dabei filmt eine am Turm angebrachte Kamera die Wasseroberfläche und ein Prozessor an Bord des U-Bootes berechnet aus dem einfallenden Licht den Standort von Objekten auf der Wasseroberfläche. Die Auflösung reichte jedoch nicht zur Identifizierung eines Schiffstyps. Das System kann ein 30 Meter großes Objekt aus einer Tiefe von 30 bis 60 Metern in einer Entfernung von einer Seemeile (rund 1,85 Kilometer) ausmachen.
2007 nahm Chicago an Exercise Malibor teil. Im Golf von Bengalen waren neben zwei amerikanischen Flugzeugträgern und zwei Arleigh-Burke-Zerstörern außerdem indische, japanische, australische und singapurische Marinekräfte beteiligt. Anfang 2009 verlegte das U-Boot für sechs Monate in den Pazifik.
2023 wurde Chicago nach 37 Dienstjahren außer Dienst gestellt und von der Flottenliste gestrichen. Für die Inaktivierungsvorgang des Antriebs ist sie im Reservestatus.

## USS Chicago in der Fiktion
In Tom Clancys Roman Im Sturm spielt die Chicago eine wichtige Rolle bei der Abwehr einer russischen Offensive gegen Europa.
Auch in Call of Duty: Modern Warfare 2 hat das U-Boot einen kleinen Auftritt.